# Unterdietfurt
Unterdietfurt è un comune tedesco di 2 138 abitanti, situato nel land della Baviera.